# جورج تشايلدريس
جورج تشايلدريس (بالإنجليزية: George Childress)‏ هو محامي وسياسي أمريكي، ولد في 8 يناير 1804 في ناشفيل في الولايات المتحدة، وتوفي في 6 أكتوبر 1841.